# Епископ костајнички Алексије
Алексије (Андрејевић, ? — 21. новембар 1749, Костајница) био је српски православни митрополит ариљски од 1737. до 1739. године, а потом епископ костајнички од 1739. до 1749. године.

## Биографија
Био је родом од Пећи и замонашен је у Пећком манастиру. Дуго је био у служби српског патријарха Арсенија IV. Када је 1736. године умро ариљски (ужички) митрополит Јосиф, патријарх Арсеније је ову епархију поверио на управу Алексију, кога је следеће године хиротонисао за ариљско-ужичког митрополита. Недуго потом, услед избијања рата, митрополит Алексије заједно са патријархом Арсенијем IV прешао под окриље аустријске власти.
У то време, упражњеном Костајничком епархијом управљао је горњокарловачки епископ Данило Љуботина у својству администратора. Након његове смрти 1739. године, патријарх Арсеније IV је одлучио да у Костајничку епархију упути Алексија Андрејевића, који је 1741. године добио и владарску потврду. Упркос томе, државна власт је на разне начине спутавала владику Алексија у обављању његових епископских дужности, али ипак није успела да га осујети пошто је уживао подршку свештенства и народа. Током наредних година, морао је да води тешку борбу за одбрану православља од насртаја римокатоличких бискупа, који су уживали подршку државних власти. Владика Алексије је уредио резиденцију и сазидао катедралну цркву у Костајници. Под његовом епархијском влашћу биле су Банија, Лика и Крбава.